# Mela Koteluk
Mela Koteluk, właściwie Malwina Koteluk (ur. 3 lipca 1985 w Sulechowie) – polska piosenkarka i autorka tekstów, wykonująca muzykę z pogranicza rocka i popu.

## Życiorys
W pierwszej klasie liceum przeprowadziła się z rodzinnego Sulechowa do Zielonej Góry. Przed maturą spędziła dwa lata w Londynie, gdzie przez semestr kształciła się w London School of Music. Jest absolwentką LXXV Liceum Ogólnokształcącego im. Jana III Sobieskiego w Warszawie. Ukończyła studia kulturoznawcze.
Śpiewała w chórkach w zespole Scorpions oraz u Gaby Kulki. W 2003 zdobyła drugie miejsce w szóstej edycji konkursu „Pamiętajmy o Osieckiej”. W 2011 wzięła udział w konkursie Make More Music.
8 maja 2012 wydała debiutancki album studyjny, zatytułowany Spadochron, będący płytą tygodnia w programie III Polskiego Radia. Zagrała również koncert retransmitowany przez tę stację. W 2013, wraz z Czesławem Mozilem, nagrała „Pieśń o szczęściu”, utwór promujący film Baczyński w reżyserii Kordiana Piwowarskiego.
Jest inicjatorką akcji wspierającej żywe granie Nie bądź dźwiękoszczelny, a także laureatką Nagrody Artystycznej Miasta Torunia im. Grzegorza Ciechowskiego i plebiscytu Ale Sztuka.
25 kwietnia 2013 została laureatką „Fryderyka” w kategoriach „Debiut roku” i „Artysta roku”.
17 listopada 2014 wydała drugi album studyjny, zatytułowany Migracje.
W 2015 z Andrzejem Smolikiem, Tomaszem Organkiem i Krzysztofem Zalewskim podczas festiwalu Męskie Granie wykonała utwór „Armaty”.
9 listopada 2018 premierę miała jej trzecia płyta studyjna, zatytułowana Migawka, na którą samodzielnie napisała teksty, a muzykę współtworzyła wraz ze swoim zespołem. Na albumie znalazło się jedenaście utworów, w tym singel „Odprowadź”, zaś za produkcję odpowiadał Marek Dziedzic.

## Dyskografia

### Albumy
| Rok  | Dane dot. albumu | Pozycja na liście | Certyfikat                | Sprzedaż       |
| Rok  | Dane dot. albumu | POL               | Certyfikat                | Sprzedaż       |
| ---- | --- | ----------------- | ------------------------- | -------------- |
| 2012 | Spadochron - Data: 8 maja 2012 - Wydawca: EMI Music Poland - Format: CD, digital download, winyl                                          | 1                 | - POL: 2× platynowa płyta | - POL: 60 000+ |
| 2014 | Migracje - Data: 17 listopada 2014 - Wydawca: Warner Music Poland - Format: CD, digital download, winyl                                   | 1                 | - POL: 2× platynowa płyta | - POL: 60 000+ |
| 2018 | Migawka - Data: 9 listopada 2018 - Wydawca: Warner Music Poland - Format: CD, digital download, winyl                                     | 6                 | - POL: złota płyta        | - POL: 15 000+ |
| 2020 | Astronomia poety. Baczyński (oraz Kwadrofonik) - Data: 24 lipca 2020 - Wydawca: Warner Music Poland - Format: CD, digital download, winyl | 2                 |                           |                |
| 2025 | Harmonia - Data: 14 marca 2025 - Wydawca: Warner Music Poland - Format: CD, digital download, winyl, streaming                            | 13                |                           |                |

### Single
| „Spadochron”                                         | 2011 | 21 | –  |                        |                | Spadochron                    |
| „Melodia ulotna”                                     | 2012 | 7  | 20 |                        |                | Spadochron                    |
| „Dlaczego drzewa nic nie mówią”                      | 2012 | 23 | –  |                        |                | Spadochron                    |
| „Melodia ulotna (Remixed)”                           | 2012 | –  | –  |                        |                | –                             |
| „Wolna”                                              | 2012 | 2  | 26 |                        |                | Spadochron                    |
| „Działać bez działania”                              | 2013 | 5  | 29 |                        |                | Spadochron                    |
| „Baczyński – Pieśń o szczęściu” (oraz Czesław Mozil) | 2013 | 9  | 2  |                        |                | Baczyński (ścieżka dźwiękowa) |
| „Wielkie Nieba”                                      | 2013 | 14 | 9  |                        |                | Migracje (edycja specjalna)   |
| „To Trop”                                            | 2013 | –  | 20 |                        |                | Migracje (edycja specjalna)   |
| „Fastrygi”                                           | 2014 | 27 | 1  |                        |                | Migracje                      |
| „Żurawie origami”                                    | 2014 | 18 | 1  |                        |                | Migracje                      |
| „Tragikomedia”                                       | 2015 | –  | 11 |                        |                | Migracje                      |
| „Odprowadź”                                          | 2018 | 23 | 1  | - POL: platynowa płyta | - POL: 20 000+ | Migawka                       |
| „Ogniwo”                                             | 2018 | –  | 28 |                        |                | Migawka                       |
| „Hen, hen”                                           | 2019 | –  | 12 |                        |                | Migawka                       |
| „Miłość rośnie wokół nas”                            | 2019 | –  | 27 |                        |                | Król lew (ścieżka dźwiękowa)  |
| „Astronomia”                                         | 2020 | –  | X  |                        |                | Astronomia poety. Baczyński   |
| „Czas miłości”                                       | 2020 | –  | X  |                        |                | Astronomia poety. Baczyński   |
| „Niebo”                                              | 2020 | –  | X  |                        |                | Astronomia poety. Baczyński   |
| „Drzewa”                                             | 2021 | –  | X  |                        |                | Astronomia poety. Baczyński   |
| „Harmonia”                                           | 2023 | –  | X  |                        |                | Harmonia                      |
| „Jestem stąd”                                        | 2024 | –  | –  |                        |                | Harmonia                      |
| „Zwierzęta nocy” (oraz Natalia Szroeder)             | 2024 | –  | –  |                        |                | REM                           |
| „Himalaje”                                           | 2024 | –  | 2  |                        |                | Harmonia                      |
| „Maj 1939” (oraz Sanah)                              | 2025 | –  | –  |                        |                | Dwoje ludzieńków              |
| „Idziesz”                                            | 2025 | –  | –  |                        |                | Harmonia                      |
| „Zobaczyć Ciebie” (oraz Ralph Kaminski)              | 2025 | –  | –  |                        |                | Harmonia                      |
| „–” singel nie był notowany.                         |      |    |    |                        |                |                               |

Gościnnie
| Męskie Granie Orkiestra – „Armaty” (Mela Koteluk, Andrzej Smolik, Fisz, Tomasz Organek, Krzysztof Zalewski, Michał Fox Król i Kuba Galiński) | 2015 | –  | 10 | Męskie Granie 2015 |
| Daniel Bloom – „Katarakta” (gościnnie: Mela Koteluk)                                                                                         | 2015 | 25 | 6  | Lovely Fear        |
| „–” singiel nie był notowany. |      |    |    |                    |

## Teledyski
| Tytuł                                                           | Rok  | Reżyseria                           | Album                         |
| --------------------------------------------------------------- | ---- | ----------------------------------- | ----------------------------- |
| „Melodia ulotna”                                                | 2012 | Filip Kabulski                      | Spadochron                    |
| „Dlaczego drzewa nic nie mówią”                                 | 2012 | Filip Kabulski                      | Spadochron                    |
| „Niewidzialna”                                                  | 2012 | Kosma                               | Spadochron                    |
| „Baczyński – Pieśń o szczęściu” (oraz Czesław Mozil)            | 2013 | Kordian Piwowarski, Anna Piwowarska | Baczyński (ścieżka dźwiękowa) |
| „Wielkie Nieba”                                                 | 2013 | Vacek Szawdyn                       | Migracje                      |
| „To Trop”                                                       | 2013 | –                                   | Migracje                      |
| „Fastrygi”                                                      | 2014 | Tomasz Gliński                      | Migracje                      |
| „Na wróble”                                                     | 2014 | Zuza Krajewska, Katka Michalak      | Migracje                      |
| Daniel Bloom – „Katarakta” (gościnnie: Mela Koteluk)            | 2015 | Klaudiusz Chrostowski               | Lovely Fear                   |
| JazBrothers, Skorup – „Chłodny front” (gościnnie: Mela Koteluk) | 2016 | AG Studio                           | Ludzie chmur                  |
| Rebel Babel Ensamble – „Lingon Lingon”                          | 2016 | –                                   | Dialog I                      |
| Rebel Babel Ensamble – „Tinderelations”                         | 2017 | Łukasz „L.U.C.” Rostkowski          | Dialog I                      |
| „Odprowadź”                                                     | 2018 | Marcin Morawicki                    | Migawka                       |
| „Ogniwo”                                                        | 2018 | Marcin Morawicki                    | Migawka                       |
| „Hen, hen”                                                      | 2019 | Wojtek Siara                        | Migawka                       |
| „Miłość rośnie wokół nas”                                       | 2019 | Paskal Pawliszewski                 | Król Lew (ścieżka dźwiękowa)  |
| „Astronomia”                                                    | 2020 | Jarek Tokarski                      | Astronomia poety. Baczyński   |

## Nagrody i wyróżnienia
| Rok  | Nagroda                                                        | Kategoria                     | Tytułem                                        | Nota      | Źródło |
| ---- | -------------------------------------------------------------- | ----------------------------- | ---------------------------------------------- | --------- | ------ |
| 2012 | Nagroda Artystyczna Miasta Torunia im. Grzegorza Ciechowskiego | –                             | Mela Koteluk                                   | Laur      | [ 41 ] |
| 2013 | Fryderyki 2013                                                 | Artysta roku                  | Mela Koteluk                                   | Laur      | [ 14 ] |
| 2013 | Fryderyki 2013                                                 | Debiut roku                   | Mela Koteluk                                   | Laur      | [ 14 ] |
| 2013 | Twój Styl                                                      | Kobieta roku                  | Mela Koteluk                                   | Nominacja | [ 42 ] |
| 2015 | Fryderyki 2015                                                 | Album roku pop                | Migracje                                       | Nominacja | [ 43 ] |
| 2015 | Fryderyki 2015                                                 | Teledysk roku                 | „Fastrygi”                                     | Laur      | [ 44 ] |
| 2015 | SuperJedynki                                                   | SuperAlbum                    | Migracje                                       | Nominacja | [ 45 ] |
| 2015 | SuperJedynki                                                   | SuperArtystka                 | Mela Koteluk                                   | Nominacja | [ 45 ] |
| 2019 | Fryderyki 2019                                                 | Album Roku Pop Alternatywny   | Migawka                                        | Laur      | [ 46 ] |
| 2020 | Fryderyki 2020                                                 | Nowe wykonanie                | „Odprowadź” (feat. Hania Rani)                 | Laur      | [ 47 ] |
| 2021 | Fryderyki 2021                                                 | Album Roku Muzyka Poetycka    | Astronomia poety. Baczyński (oraz Kwadrofonik) | Laur      | [ 48 ] |
| 2025 | Fryderyki 2025                                                 | Singiel Roku Pop Alternatywny | „Himalaje”                                     | Nominacja | [ 49 ] |